# Våldtäkter under den sovjetiska ockupationen av Polen
Våldtäkter under den sovjetiska ockupationen av Polen syftar på de sexuella brott som begicks under Sovjetunionens invasion och ockupation av det tyskockuperade Polen mellan 1944 och 1947. Ämnet blev tabu i den kommunistiska Polen fram till upplösningen av Sovjetunionen, trots att samtida dokumentation illustrerar krigsbrottets stora omfattning under Sovjets slutstrid med Nazityskland 1944–1945. Bristen på forskning under ett halvt sekel förstorades av kombinationen med den traditionella tabustämpeln kring ämnet sexuella övergrepp.
Joanna Ostrowska och Marcin Zaremba har påvisat att de sovjetiska krigsbrotten i form av våldtäkter på polska kvinnor nådde masskala under Wisła-Oder-operationen januari-februari 1945. En bidragande faktor till detta krigsbrott var en atmosfär av straffrihet som rådde i den sovjetiska armén vid denna tid, då enskilda sovjetiska militärgrupper opererade utan uppsyn av sina befälhavare och plundrade den polska civilbefolkningen, där även våldtäkt ingick. Polska kvinnor som levde tillsammans med tyskar utsattes utan urskillning, även i de fall de varit tvångsarbetare och återvände till sina hemtrakter från Tyskland. Medan tyska kvinnor till namnet skyddades av formella föreskrifter som förbjöd våldtäkt, utfärdades inga sådana alls angående polska medborgare. 